# Кальмарская война
Ка́льмарская война (швед. Kalmarkriget, дат. Kalmarkrigen) — война между Данией и Швецией в период 1611—1613 годов за южную часть Скандинавского полуострова и за господство на Балтийском море. Главной причиной войны было стремление Швеции возвратить себе южные провинции, оставшиеся под властью Дании после распада Кальмарской унии и закрепленные за ней Штеттинским мирным договором 1570 года, завершившим Северную семилетнюю войну 1563—1570 годов. Другой целью войны для Швеции была попытка захватить часть северного побережья Норвегии.
Войне предшествовали попытки мирного урегулирования споров, остававшихся неразрешенными со времени Северной семилетней войны. Все они ни к чему не привели, лишь сильнее обнаружили взаимную вражду. Приготовления Швеции к войне вынудили Кристиана IV объявить войну Карлу IX. В мае 1611 года датский король лично возглавил 6-тысячное войско и вторгся в шведские пределы.
Город Кальмар скоро был взят датчанами, но Кальмарский замок продолжал защищаться. Шведские войска явились к нему на помощь, и 17 июня под стенами крепости произошла одна из самых кровопролитных битв в истории Северной Европы. Она возобновлялась три раза, шведский и датский короли принимали в ней личное участие. В начале августа крепость сдалась датчанам. Датчане победили благодаря, главным образом, личной отваге Кристиана IV.
30 октября 1611 года Карл IX умер, и войну продолжил его сын Густав II Адольф.
24 мая 1612 года после трехнедельной осады датчане овладели Эльвсборгом — другой важнейшей шведской крепостью и единственным шведским портом в проливе Каттегат и двинулась на север страны, к Йёнчёпингу. Датский флот развернул активные действия на море, угрожая Стокгольму. Однако осада Йёнчёпинга была неудачной, а вспыхнувшее в тылу датчан восстание шведских крестьян вынудило Кристиана IV снять осаду и отступить на юг.
Осенью 1612 года при посредничестве Англии, Голландии и Бранденбурга, заинтересованных в активном втягивании скандинавских государств в общеевропейскую политику, между воюющими сторонами начались мирные переговоры. Они завершились в январе 1613 года подписанием Кнередского мира, подтвердившего выгодные для Дании условия Штеттинского мира 1570 года. Все завоевания датчан были возвращены шведам, но Швеция должна была в течение 6 лет выплатить Дании контрибуцию в размере 1 млн талеров (до выполнения этого условия Дания оккупировала Эльвсборг с окрестностями). Разрешалась беспошлинная торговля датчанам в Швеции и шведам в Дании, торговля с Ригой и Курляндией объявлялась свободной.
Поражение шведов в Кальмарской войне в значительной степени было обусловлено тем, что лучшая часть их армии была отвлечена войной против Русского государства.
Кальмарская война была типичной войной периода разложения феодализма. Боевые действия велись небольшими наёмными армиями, были ограничены по масштабу и носили, как правило, сезонный характер. Цель стратегических действий заключалась в овладении крепостями противника. Вместе с тем для этой войны характерно довольно широкое применение огнестрельного оружия, что было обусловлено относительно высоким уровнем развития промышленности в скандинавских странах.